# Avery Dulles
Pour les articles homonymes, voir Dulles.
Avery Dulles (né le 24 août 1918 à Auburn (États-Unis) et mort le 12 décembre 2008 dans le Bronx à New York) est un prêtre jésuite américain. Il fut créé cardinal en 2001, premier théologien nord-américain à être ainsi honoré.

## Biographie

### Jeunesse
Né à Auburn, dans l'État de New York, il est le fils du secrétaire d'État John Foster Dulles, petit-fils de pasteur presbytérien, et neveu d'Allen Welsh Dulles. Agnostique pendant quelques années il retrouve la foi et, encore jeune - il est étudiant en droit à Harvard - devient catholique (1941) : « Devenant catholique il m’est devenu immédiatement évident que j’entrais dans la ‘communion des saints’. Appartenir à une assemblée de croyants qui se trouvent partout dans le monde me donna une grande joie ».
Dulles sert dans la marine américaine durant la seconde guerre mondiale. Il reçoit la croix de guerre pour ses activités comme officier de liaison avec l'armée française.

### Jésuite, prêtre et théologien
Démobilisé, Avery Dulles entre au noviciat de la Compagnie de Jésus le 14 août 1946. À la fin des deux années de formation spirituelle de base, à St Andrew-on-Hudson, il fait des études de philosophie au collège de Woodstock, dans la banlieue ouest de Baltimore, où il découvre le néothomisme à l’école de ses penseurs contemporains, Étienne Gilson et Jacques Maritain. Après une courte période d’enseignement de la philosophie à Fordham il se retrouve à Woodstock pour la théologie (1953-1957) : « une période excitante écrit-il, au contact des géants de la Nouvelle Théologie, Henri de Lubac, Jean Daniélou, Yves Congar et d’autres ». Dulles est ordonné prêtre le 16 juin 1956. Il passe une année en Allemagne, pour une dernière année de formation spirituelle et étudie ensuite à l'Université pontificale grégorienne de Rome, où il obtient en 1960 un doctorat en théologie avec un travail sur les potentialités œcuménique des dogmes chrétiens.

### Professeur de théologie et écrivain
Dulles est d’abord et avant tout un théologien, professeur et écrivain : il enseigne au théologat jésuite de Woodstock (Maryland) de 1960 à 1974 et à l'Université catholique d'Amérique (Washington D.C.) de 1974 à 1988. Il y forme de nombreux prêtres à la réflexion de foi et à l'engagement sacerdotal. Mais il est également professeur invité dans un grand nombre d’universités et facultés de théologie : Princeton theological college, Union theological college, l’université catholique de Louvain, l’université pontificale grégorienne, Yale University, Oxford University, et d’autres. Il a une grande audience auprès des protestants comme auprès des catholiques. Dans la foulée de Vatican II et son importante Constitution Lumen Gentium, les recherches personnelles et les écrits du Père Dulles s’orientent vers l’ecclésiologie et les relations entre l’Église catholique et la société.
Son livre sur Les modèles de l’Église, paru en 1974, a un grand retentissement. Il y définit - ou plutôt « décrit » - l'Église comme étant tout à la fois communion mystique, institution, sacrement, héraut, servante et communauté de disciples, tout en analysant de manière critique chaque modèle.
Président durant de nombreuses années de la Catholic Theological Society of America (en), Dulles est membre de l’association équivalente protestante. Il contribue au dialogue œcuménique avec les luthériens et est membre de la commission théologique internationale du Saint-Siège. Il est l’auteur de plus de 23 livres et de 750 articles traduits en plusieurs langues et reçoit de nombreuses distinctions pour ses contributions à la recherche théologique : trente-huit doctorats honoris causa.

### Cardinal
En date du 21 février 2001, il est créé cardinal de l'Église catholique par Jean-Paul II en dépit du fait que les Jésuites sont tenus par vœu de n’accepter aucune dignité ecclésiastique. Ayant plus de 80 ans il n’est cependant pas cardinal-électeur. Il porte le titre de cardinal-diacre de SS. Nome di Gesù e Maria in Via Lata.
De par la règle introduite par Jean XXIII, il aurait dû recevoir l'ordination épiscopale avant d'être élevé au cardinalat; mais le pape Jean-Paul II accéda à sa demande spéciale de déroger à cette règle.
Très affaibli, il reçoit le 19 avril 2008 la visite du pape Benoît XVI, qui, lors de sa visite aux États-Unis, se déplace à Fordham pour le rencontrer. Le cardinal Avery Dulles s’éteint paisiblement le 12 décembre 2008, de la poliomyélite, dans la maison de repos attachée à la communauté jésuite de l’université de Fordham, New-York.

## Œuvres principales
- A Testimonial to Grace, Sheed & Ward, New York (1946). Nouvelle édition en 1996, à l'occasion des 50 ans de vie religieuse de l'auteur.
- Revelation and the Quest for Unity (1968).
- Models of the Church, (1974).
- Models of Revelation (1983, 1987).
- The Catholicity of the Church (1985).
- The Craft of Theology: From Symbol to System (1992)
- The Assurance of Things Hoped For: A Theology of Christian Faith (1994)
- The Splendor of Faith: The Theological Vision of Pope John Paul II (1999) Nouvelle édition en 2003.
- The New World of Faith (2000).
- John Henry Newman (2002).
- Magisterium: Teacher and Guardian of the Faith, Sapientia Press of Ave Maria University (2007).
- Church and Society: The Laurence J. McGinley Lectures, 1988-2007, Fordham University Press (2008).
- Théologies de la Révélation, Éditions Artège, Perpignan (2012).